# Ranunculus minor
Ranunculus minor (L. Liou) W.T. Wang – gatunek rośliny z rodziny jaskrowatych (Ranunculaceae Juss.). Występuje endemicznie w Chinach, w południowej części Tybetu. 

## Morfologia
PokrójBylina o owłosionych pędach. Dorasta do 1–5 cm wysokości.
LiścieSą trójdzielne. Mają pięciokątny kształt. Mierzą 0,5 cm długości oraz 0,5 cm szerokości. Są skórzaste i owłosione. Nasada liścia ma sercowaty kształt. Ogonek liściowy jest nagi i ma 1–39 cm długości.
KwiatySą pojedyncze. Pojawiają się na szczytach pędów. Dorastają do 10 mm średnicy. Mają 5 owalnych działek kielicha, które dorastają do 3–4 mm długości. Mają 5 stożkowatych płatków o długości 5 mm.

## Biologia i ekologia
Rośnie na trawiastych zboczach. Występuje na obszarze górskim na wysokości około 5400 m n.p.m. Kwitnie od maja do czerwca. 